# John Gruber
John Gruber, programmeur américain, né le 1er janvier 1973, cocréateur du langage Markdown, est surtout connu comme blogueur. Depuis 2002, il édite le site Daring Fireball, un blog consacré aux nouvelles technologies et centré sur l'actualité d'Apple, qui est devenu son activité principale, et une référence en la matière avec plus de 5 millions de visiteurs uniques par mois. Il anime également le podcast 5by5.

## Daring Fireball
John Gruber commence son blog comme un passe temps, puis abandonne en 2006 son emploi au sein de la startup Joyent pour s'y consacrer à plein temps. À l'époque, le site est financé par la vente de tee-shirts et de produits dérivés. Par la suite « DF » passera à un modèle publicitaire, avec des présentations sponsorisées de produits et applications liés à l'univers d'Apple à raison de 6 500 dollars par encart pour une semaine. À l'heure actuelle John Gruber gagnerait plus de 500 000 dollars par an de cette manière (d'après des sources extérieures). Le blog, facilement reconnaissable par son design minimaliste et son fond gris-bleu, est suivi par 400 000 abonnés RSS et 200 000 utilisateurs sur Twitter.

## Œuvre logicielle
- Markdown, un langage de balisage léger ;
- SmartyPants, un module d’extension pour Movable Type ;

Il a également écrit plusieurs logiciels utilitaires pour BBEdit, un éditeur de texte propriétaire pour Mac OS X.